# 1907 au cinéma
| Années du cinéma : 1904 - 1905 - 1906 - 1907 - 1908 - 1909 - 1910    |
| Décennies du cinéma : 1870 - 1880 - 1890 - 1900 - 1910 - 1920 - 1930 |

Cet article présente les faits marquants de l'année 1907 au cinéma.

## Événements
- 1er janvier : Louis Feuillade devient chef de production chez Gaumont.
- À Paris, inauguration d'un cinématographe permanent au cirque d'hiver de Paris, et décoré par l'architecte Malo. Le propriétaire est Charles Pathé.
- Fondation de la société de production Éclair.

## Principaux films de l'année
- Mars : A Knight Errant, film britannique de J. H. Martin.
- 1er juillet : Le Tunnel sous la Manche ou le Cauchemar franco-anglais de Georges Méliès.
- Novembre : The Viking's Bride, film britannique de Lewin Fitzhamon.
- Garibaldi, film italien de Mario Caserini.
- Il fornaretto di Venezia, film italien de Mario Caserini.
- Vingt mille lieues sous les mers, film français de Georges Méliès d'une durée de 15 minutes.

## Principales naissances
- 23 janvier : Andrex, acteur français († 10 juillet 1989).
- 22 février : Robert Young, acteur américain († 21 juillet 1998).
- 29 avril : Fred Zinnemann, cinéaste américain († 14 mars 1997).
- 22 mai : Sir Laurence Kerr, dit Laurence Olivier, comédien anglais († 11 juillet 1989).
- 25 mai : Adrienne Servantie, actrice française († 21 mars 2000).
- 26 mai : John Wayne, acteur américain († 11 juin 1979).
- 17 juin : Maurice Cloche, réalisateur, scénariste, producteur et photographe français († 20 mars 1990).
- 28 juin : Pēteris Lūcis, acteur letton  († 22 juillet 1991).
- 29 juin : Saul Elkins, producteur et scénariste américain († 9 mai 2001).
- 30 juin : Anthony Mann, cinéaste américain († 29 avril 1967).
- 14 juillet : Annabella, actrice française († 18 septembre 1996).
- 16 juillet : Barbara Stanwyck, actrice américaine († 20 janvier 1990).
- 5 septembre : Henri Storck, cinéaste belge († 16 septembre 1999).
- 29 septembre : Gene Autry, acteur et chanteur américain († 2 octobre 1998).
- 9 octobre : Jacques Tati, né Tatischeff, cinéaste français († 5 novembre 1982).
- 13 octobre : Yves Allégret, cinéaste français († 31 janvier 1987).
- 29 octobre : Edwige Feuillère, comédienne française († 13 novembre 1998).
- 8 novembre : Katharine Hepburn, actrice américaine († 29 juin 2003).
- 20 novembre : Henri-Georges Clouzot, cinéaste français († 12 janvier 1977).